# Bąkowiec (województwo mazowieckie)
Bąkowiec – wieś sołecka (do 14 lutego 2002 osada) w Polsce położona w województwie mazowieckim, w powiecie kozienickim, w gminie Garbatka-Letnisko.
| SIMC    | Nazwa            | Rodzaj    |
| ------- | ---------------- | --------- |
| 0618540 | Kolonia Bąkowiec | część wsi |

W latach 1975–1998 miejscowość administracyjnie należała do województwa radomskiego. 15 lutego 2002 ówczesna osada Bąkowiec stała się wsią, równocześnie jej częścią stała się ówczesna kolonia Kolonia-Bąkowiec, której równocześnie zmieniono nazwę na Kolonia Bąkowiec.
Przez wieś przebiega trasa drogi wojewódzkiej nr 738. Do stacji kolejowej prowadzi droga wojewódzka nr 782 o długości ok. pół kilometra.
Na odcinku linii kolejowej Bąkowiec – Słowiki Nowe 12 października 1918 r. Oddział Lotny Polskiej Organizacji Wojskowej przeprowadził udaną akcję (tzw. Eks Bąkowiecki) w czasie której zdobyto przewożone przez austriackich okupantów pieniądze (1,8 mln austriackich koron).
Podczas hitlerowskiej okupacji Oddział GL im. Dionizego Czachowskiego na trasie Bąkowiec- Garbatka wykoleił 3 niemieckie pociągi.
26 lipca 1945 r. – Oddział AK Mariana Bernaciaka uwolnił z transportu pod Bąkowcem ok. 120 więźniów, w tym wielu żołnierzy podziemia niepodległościowego. Wśród uwolnionych znajdowali się ppłk Antoni Żurowski "Andrzej Bober" – dowódca VI Obwodu Warszawa-Praga Armii Krajowej i ppłk Henryk Krajewski ("Trzaska") – dowódca 30 Poleskiej Dywizji Piechoty w Akcji "Burza".
Wierni kościoła rzymskokatolickiego należą do parafii Wniebowzięcia Najświętszej Maryi Panny w Opactwie.